# Heinz-Jakob Neußer

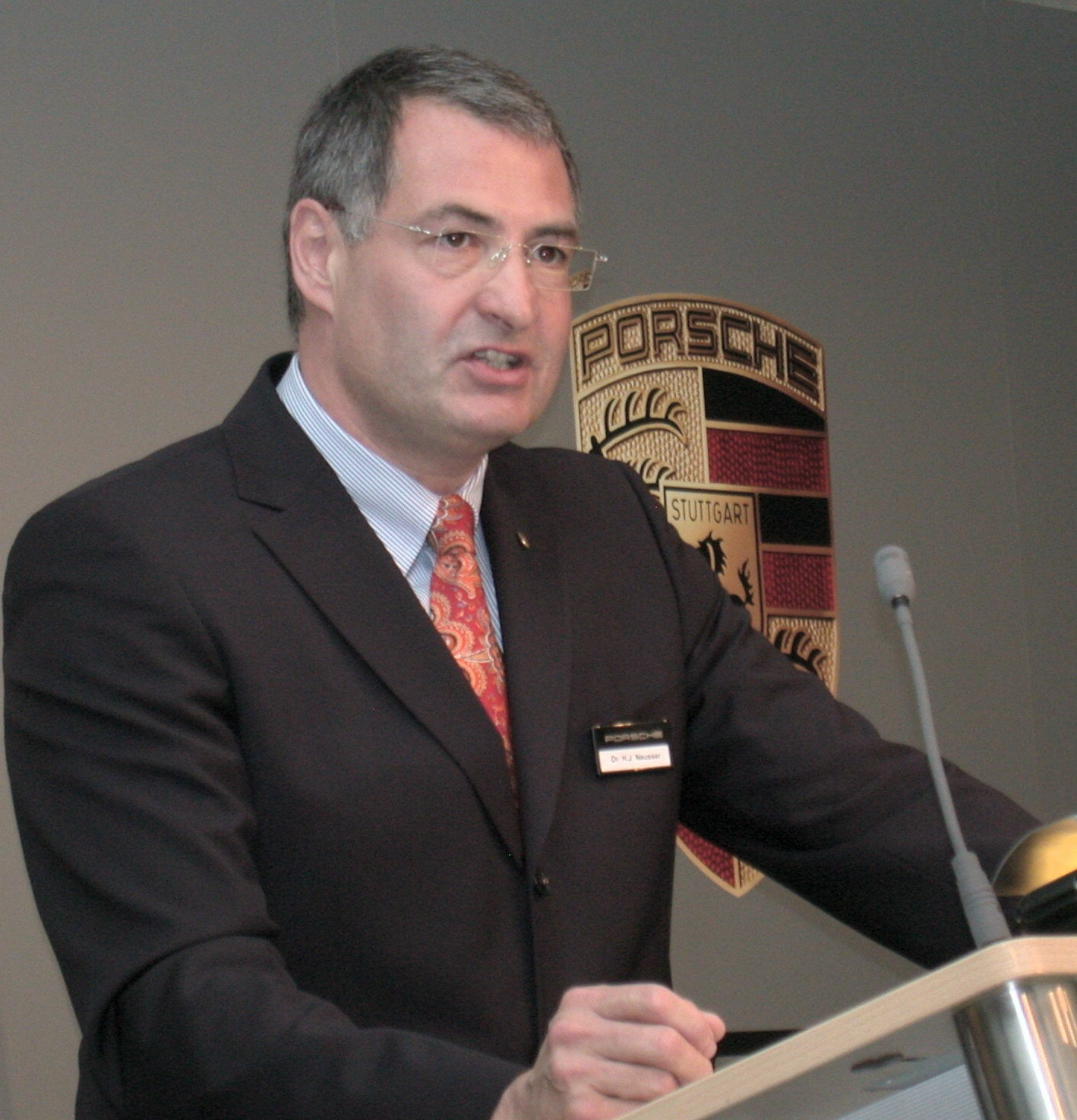
Heinz-Jakob Neußer bei der Porsche AG (2008)

Heinz-Jakob Neußer (* 1960 in Würselen) ist ein deutscher Ingenieur sowie Manager und ehemaliges Vorstandsmitglied der Volkswagen AG. Aufgrund des VW-Abgasskandals wurde Neußer im September 2015 beurlaubt und am 26. Mai 2025 zu einer Bewährungsstrafe von einem Jahr und drei Monaten verurteilt.

## Werdegang
Neußer studierte an der RWTH Aachen Maschinenbau und promovierte dort bei Franz Pischinger, dem Gründer der Motorenentwicklungsfirma FEV GmbH. Im Anschluss daran übernahm er von 1986 bis 1996 verschiedene Positionen bei der FEV GmbH in Aachen. 
1996 wechselte er zur Porsche AG und war dort bis 1998 Projektleiter der Motorentwicklung. Anschließend war er bis 2001 Leiter der Motorenkonstruktion und von 2001 bis 2011 Leiter Entwicklung Antrieb. Im Anschluss daran wechselte Neußer zum 1. Oktober 2011 zur Volkswagen AG nach Wolfsburg und übernahm dort die Leitung der Aggregateentwicklung. Er folgte in dieser Funktion auf Wolfgang Hatz, der zum Vorstand für Forschung und Entwicklung bei der Porsche AG befördert wurde. 
2013 übernahm Neußer zusätzlich die Leitung der Aggregateentwicklung des Volkswagen Konzerns. Zum 1. Juli 2013 wurde Neußer Mitglied des Markenvorstands der Volkswagen AG und war dort für den Geschäftsbereich Entwicklung zuständig. Neußer übernahm das Amt von Ulrich Hackenberg, der zur Audi AG wechselte und dort Entwicklungsvorstand Wolfgang Dürheimer ablöste. 
Aufgrund des VW-Abgasskandals wurde Neußer im September 2015 beurlaubt. Nach internen Untersuchungen soll Heinz-Jakob Neußer bereits 2011 den Hinweis auf möglicherweise illegale Praktiken bei den VW-Motoren abgetan haben. Anfang Juni 2017 erwirkten die Vereinigten Staaten im Zusammenhang mit dem VW-Abgasskandal bei Interpol eine Red Notice gegen fünf Personen. Zu ihnen gehört auch Neußer. Damit droht ihm außerhalb des deutschen Staatsgebiets eine Verhaftung und eine Auslieferung in die Vereinigten Staaten.
Im August 2018 erhielt er und einige weitere hochrangige Manager von Volkswagen ihre fristlose Kündigung, gegen die Neußer juristisch vorgeht.

## Privates
Heinz-Jakob Neußer ist verheiratet und Vater von zwei Kindern. Er interessiert sich nebenberuflich vor allem für historische Automobile und die Rallye-Weltmeisterschaft (WRC).